# Alysson Muotri
Alysson Renato Muotri é um professor e pesquisador da Universidade da Califórnia em San Diego (UCSD), nos Estados Unidos, onde trabalha desde 2008.  É também diretor do Programa de Células-Tronco da UCSD. Seu trabalho aborda temas da fronteira da genética e neurociência, como o desenvolvimento de etapas iniciais do sistema nervoso humano usando organoides cerebrais (“minicérebros”) derivados de células-tronco. É o biólogo brasileiro com maior número de publicações científicas de alto-impacto da atualidade.

## Biografia
De ascendência italiana, Muotri é formado em ciências biológicas pela Universidade Estadual de Campinas (Unicamp), com doutorado em biologia genética pela Universidade de São Paulo (USP). Tem experiência na área de genética, com ênfase em genética humana e médica, atuando principalmente nos seguintes temas: reparo de DNA, vetores virais, câncer, autismo, terapia gênica e modulação gênica. Foi um dos primeiros pesquisadores a cultivar células-tronco embrionárias.
Desde o início da sua vida acadêmica, Muotri tinha interesse em estudar neurociência. A leitura de artigos científicos o levou a conhecer as pesquisas realizadas no Instituto Salk, em especial a linha de atuação do Dr. Fred Gage, que une células-tronco com o desenvolvimento de novas redes neurais.
Durante seu pós-doutoramento no Instituto Salk de pesquisa, também em San Diego, na Califórnia, Muotri foi pioneiro em mostrar, em 2005, que neurônios humanos derivados de células-tronco embrionárias eram capazes de se diferenciar e se integrar funcionalmente em cérebros de animais quiméricos (formados por células de duas espécies diferentes).  Ainda em 2005, num sofisticado trabalho de neurogenética, revelou a atividade de “genes saltadores” (elementos L1 retrotransponíveis) em genomas neurais, mostrando que o cérebro é composto por um mosaico de genomas neuronais. A pesquisa alterou o então dogma da biologia que sugeria que todas as células do corpo dividiam o mesmo genoma.
Usando a reprogramação celular (desenvolvida pelo prêmio Nobel Shinya Yamanaka), em 2010, conseguiu reverter alterações morfológicas e funcionais em neurônios derivados de indivíduos com autismo em laboratório, abrindo perspectivas para o desenvolvimento de drogas mais eficientes para o Transtorno do Espectro do Autismo.
Em 2016, criou um modelo celular para estudo da Síndrome de Williams, abrindo a possibilidade de investigação das bases celulares e moleculares do cérebro social humano. Também em 2016, Muotri liderou, junto com colaboradores internacionais, um estudo mostrando a relação causal do vírus da Zika circulando no Brasil com casos de microcefalia e defeitos congênitos. Em 2018, desenvolveu "minicérebros neandertais", possibilitando a criação de uma nova área da ciência, a “neuroarqueologia”.
Em fevereiro de 2014, lançou o livro Simples assim: células tronco, em co-autoria com o médico Adelson Alves, pela editora Atheneu, com capa ilustrada pelo cartunista Ziraldo.
Em abril de 2016, Muotri, junto com outros cientistas, fundou a Tismoo, a primeira startup do mundo de medicina personalizada voltada ao autismo e síndromes relacionadas, com sede em São Paulo e dois escritórios nos Estados Unidos, em San Diego e Miami.
Em maio de 2016, a Tismoo foi a primeira startup a publicar um trabalho na Nature, tendo sua pesquisa reconhecida em uma das revistas científicas mais respeitadas do mundo. O trabalho é sobre o Zika vírus e sua relação com o alto índice de microcefalia no Brasil. Por meio de sua tecnologia de minicérebros, a startup brasileira ajudou a demonstrar a relação entre a versão brasileira do vírus e como ele atua causando malformação do córtex e levando a essa condição neurológica.
Em dezembro de  2016, lançou o livro Espiral — Conversas Científicas do Século XXI, pela editora Atheneu, uma coletânea de mais de duzentos artigos publicados no decorrer de dez anos em que foi colunista do G1.
Em dezembro de 2017, o pesquisador brasileiro descobriu em experimento com minicérebros que um medicamento usado há 60 anos contra a malária, a cloroquina, funciona como vacina contra o Zika.
Na sequência, também com uso dos minicérebros, em estudo publicado em janeiro de 2018 na revista Scientific Reports, do prestigioso grupo Nature, a equipe de Muotri diz que o remédio Sofosbuvir, usado no tratamento de hepatite C, pode curar a infecção por Zika, além de impedir também a transmissão do vírus da mãe para o bebê durante a gravidez.
Em 25 de julho de 2019, Muotri enviou para a Estação Espacial Internacional (ISS, na sigla em inglês), numa cápsula da SpaceX, uma caixa autônoma com dezenas de minicérebros, que ficarão no espaço por um mês. A pesquisa objetiva verificar a reação dos organoides em microgravidade, para pesquisas com autismo, Doença de Alzheimer e outras condições neurológicas. E enviou a segunda parte desta pesquisa, em 6 de dezembro de 2020, para a ISS.
Num estudo publicado em 8 de dezembro de 2020, na revista científica EMBO Molecular Medicine, Muotri e sua equipe identificaram dois medicamentos candidatos a neutralizar os déficits causados pela falta do gene MECP2, causador da Síndrome de Rett, com testes em laboratório feitos em minicérebros humanos, na Universidade da Califórnia em San Diego (EUA). Foram utilizados dois medicamentos que já podem iniciar testes clínicos na fase três (já aprovados nas fases 1 e 2, demonstrando serem seguros para o consumo humano). Os minicérebros “tratados” no laboratório de Muotri passaram a se comportar como se não tivessem a Síndrome de Rett.
Em 2023 teve seu nome indicado para uma missão à Estação Espacial Internacional, originalmente prevista para em novembro de 2024, com o objetivo de pesquisar os organoides cerebrais. Ficará cerca de 10 dias no espaço e será financiado pela Universidade da Califórnia. Muotri também selecionará experimentos de cientistas brasileiros para levar em seu voo. No fim de 2023, Muotri revelou que existe interesse do Canadá e a Coreia do Sul em investir no voo, mas não é claro se o governo brasileiro terá algum envolvimento, e que a biomédica Livia Luz, pesquisadora em seu laboratório, deverá ser treinada como sua suplente. Em artigo do 1 de maio de 2024, foi indicado que o voo foi adiado para 2025.

## Controvérsias
Muotri chegou a ser considerado, em alguns contextos, uma figura polêmica no cenário do autismo. Alguns autistas ativistas do movimento de direitos dos autistas discordam de suas afirmações sobre cura do autismo e como aborda o transtorno em seus pronunciamentos públicos. Alysson, por sua vez, numa entrevista para o G1, em 2013, foi perguntado "Não raro, você enfrenta críticas relativas ao seu trabalho. Já vi pessoas usando inclusive termos pejorativos com o objetivo de denegrir sua imagem e fazendo pouco caso de todo o conhecimento acumulado. E mais que isso: não só acumulado, mas também compartilhado de forma acessível. Por que não desiste?". Muotri respondeu: " Não desisto, por que esse tipo de crítica não me incomoda. Não são esses críticos que pagam meu salário. Quem paga, pensa justamente o oposto. Se algum dia essa situação inverter, acho que desisto da ciência e me transformaria numa pseudo-celebridade de segunda classe”.

## Obras
- Simples assim: células tronco, editora Atheneu, 2014.[79]
- Espiral — Conversas Científicas do Século XXI, editora Atheneu, 2016.[80]

## Prêmios
- 2014: NARSAD Independent Investigator Award[81]
- 2013: EUREKA (Exceptional, Unconventional Research Enabling Knowledge Acceleration) NIMH Award[82]
- 2011: PopTech Science and Public Leadership Fellow[83]
- 2009: NIH Director’s New Innovator Award[84]
- 2002: Pew Latin America Postdoctoral Fellowship, La Jolla, CA[85]